# Hsekiu
Hsekiu, soms ook Seka genoemd, wordt genoemd in de Steen van Palermo als een Predynastische Egyptische farao die regeerde in Neder-Egypte. 
Aangezien er geen ander bewijs is van zijn bestaan, kan hij een mythische koning zijn die bewaard is gebleven door mondelingen verhalen, of kan zijn bestaan zelfs volledig fictief zijn.